# José Paulino de Almeida Albuquerque
José Paulino de Almeida e Albuquerque (Pernambuco, ? — 1830) foi um político brasileiro. Comendador da Ordem de Cristo. Foi presidente da província do Rio Grande do Norte, nomeado por carta imperial em 21 de fevereiro de 1826, de 21 de fevereiro de 1827 a 10 de março de 1830.
Era filho de Manuel Caetano de Almeida e Albuquerque e de Ana Francisca Eufêmia do Rosário. Pelo lado materno, era neto de Antônio José Vitoriano Borges da Fonseca. Dentre seus dezessete irmãos, destacam-se Manuel Caetano de Almeida e Albuquerque e Francisco de Paula Almeida e Albuquerque.
Faleceu enquanto exercia o mandato de deputado geral pela província do Rio Grande do Norte, sendo substituído por seu suplente, o padre Francisco de Brito Guerra.